# Nikolay Zhurkin
Nikolay Zhurkin, né le 5 mai 1991 à Orel, est un coureur cycliste russe, membre de l'équipe Tula Region. C'est un spécialiste des épreuves sur piste.

## Palmarès sur piste

### Championnats du monde
- Pruszków 2009
  - 24e du kilomètre
- Copenhague 2010
  - 17e du kilomètre
- Apeldoorn 2011
  - 17e du kilomètre

### Championnats du monde juniors
- Moscou 2009
  -  Champion du monde du kilomètre juniors

### Coupe du monde
- 2012-2013
  - 1er de la poursuite par équipes à Aguascalientes (avec Ievgueni Kovalev, Ivan Savitskiy et Alexander Serov)

### Championnats d'Europe
- Minsk 2009
  -  Médaillé d'argent de la vitesse juniors
  -  Médaillé de bronze du kilomètre juniors
- Saint-Pétersbourg 2010
  -  Médaillé de bronze du kilomètre espoirs
- Anadia 2012
  -  Champion d'Europe de poursuite par équipes espoirs (avec Matvey Zubov, Ivan Savitskiy et Viktor Manakov)

## Palmarès sur route

### Par année
- 2015
  - 3e étape du Bałtyk-Karkonosze Tour
- 2018
  - 2e et 9e étapes du Friendship People North-Caucasus Stage Race
- 2019
  - 3e, 4e et 5e étapes du Grand Prix de Sotchi
  - 6e étape du Tour du Costa Rica

### Classements mondiaux
| Année           | 2015 |
| --------------- | ---- |
| UCI Europe Tour | 923e |